# Eurocup (marathonschaatsen)
De Eurocup was een marathonschaats-competitie over twee wedstrijden voor de beste marathonschaatser uit Europa. Vooral Nederlanders domineerden de competitie. De competitie is slechts één keer gehouden, dat was in 1998.

## 1998

### Etappes
| Etappe | Locatie    | Winnaar      |
| ------ | ---------- | ------------ |
| 1e     | Italië     | Yoeri Takken |
| 2e     | Oostenrijk | Afgelast     |
| 3e     | Finland    | Ruud Borst   |
| 4e     | Rusland    | Afgelast     |

### Eindstand
Alleen schaatsers die beide wedstrijden reden kwamen in aanmerking voor het eindklassement. 
| #      | Schaatser        | Punten |
| ------ | ---------------- | ------ |
| Goud   | Yoeri Takken     | 33,1   |
| Zilver | Koene Mulder     | 20     |
| Brons  | Lauri Paalasma   | 20     |
| 4      | Arjan Schreuder  | 20     |
| 5      | Gerard Oord      | 16     |
| 6      | Gerben van Hest  | 15     |
| 7      | Kalle Valtonen   | 12     |
| 8      | Antero Kotjiarvi | 11     |
| 9      | Olli Sjo         | 10     |
| 10     | Frans van Veen   | 6      |